# Bali Padda
Bali Padda, né en 1956 au Pendjab en Inde, est un chef d'entreprise britannique.
Durant l'année 2017, il est le président-directeur général de The Lego Group, succédant à Jørgen Vig Knudstorp, puis remplacé par Niels Christiansen.

## Biographie
Né au Pendjab, les parents de Padda migrent au Royaume-Uni depuis Bombay pour chercher une vie meilleure lorsqu'il à l'âge de 12 ans. Il quitte l'école et commence de travailler dès l'âge de 16 ans.
Il travaille chez GlaxoSmithKline puis chez The Timberland Company dès 2001 durant un an en tant que vice-président avant de rejoindre The Lego Group, société danoise mère du jeu de construction Lego en 2002 en tant que chef de l'emballage, basé dans la commune américaine Enfield. Le 1er janvier 2017, il hérite du rôle de président-directeur général de Jørgen Vig Knudstorp, et alors le premier directeur non-danois de la firme,. Il est cependant annoncé en août 2017 qu'il quitte son poste en octobre de la même année, pour être remplacé par Niels Christiansen.